# 铁血长平
《铁血长平》又名西风烈、长平之战是一部中国古装电视剧。描述了战国末年到秦国赵国长平之战的历史故事。主演鲍国安、巍子、许还山、盖丽丽、魏宗万、谢园。

## 演员表
- 鲍国安 饰 秦昭襄王
- 巍　子 饰 白起
- 许还山 饰 赵惠文王
- 盖丽丽 饰 楚姬（秦昭襄王宠姬）
- 魏宗万 饰 魏冉
- 谢　园 饰 蔺相如
- 孙维民 饰 范雎
- 徐正运 饰 廉颇
- 严晓频 饰 赵威后
- 李　楠 饰 赵括
- 李馨雨 饰 冯珠（冯亭女儿）
- 乐珈彤 饰 赵琪（赵括妻子，平原君女儿）
- 一　真 饰 卞楚（蔺相如师弟）
- 郭進堯 饰 卞玉（蔺相如师妹、妻子）
- 孙玉才 饰 缪贤
- 郭伟华 饰 平原君
- 耿　胜 饰 赵孝成王
- 徐小健 饰 王齕
- 陈之辉 饰 信陵君
- 陈继铭 饰 赵奢
- 闫　妮 饰 贾氏（赵奢妻子，赵括母亲）
- 刘　波 饰 毛遂
- 李成彬 饰 冯亭
- 彭志东 饰 郑安平
- 何国斌 饰 王陵
- 高　照 饰 胡阳
- 翟云鹏 饰 阳霍
- 张振东 饰 阳赫